# Albertine van Vliet-Kuiper
Albertine van Vliet-Kuiper (Rotterdam, 28 december 1951) is een Nederlandse D66-politica en bestuurster.

## Loopbaan
Van Vliet volgde de HBS in haar geboorteplaats Rotterdam. Daarna studeerde zij Culturele antropologie en Sociale geografie aan de Vrije Universiteit Amsterdam. Na een jaar in Hoorn te hebben gewoond verhuisde zij in 1978 wegens het werk van haar man als advocaat naar Apeldoorn. In 1979 werd zij lid van D66 en in 1982 werd zij fractieassistent van D66 in Apeldoorn. In 1989 werd zij er gemeenteraadslid na het overlijden van Rob Rijnhout.  
Vanaf 1 januari 1990 was Van Vliet watergraaf van het waterschap Oost-Veluwe en na een fusie in 1997 dijkgraaf van het waterschap Veluwe. In 2000 werd zij benoemd tot burgemeester van de gemeente Amersfoort. Midden 2010 nam zij op eigen verzoek ontslag als burgemeester. In 2011 was zij korte tijd waarnemend burgemeester van de gemeente De Ronde Venen. Januari 2012 werd zij interim-dijkgraaf bij het waterschap Velt en Vecht tot de fusie op 1 januari 2014 met het waterschap Regge en Dinkel. Na de gemeenteraadsverkiezingen van 2014 trad zij in de gemeente Utrecht op als informateur bij de onderhandelingen over de vorming van een college van B&W.
In juni 2015 werd Van Vliet benoemd tot waarnemend burgemeester van de gemeente Bussum, die in een fusieproces betrokken was met de gemeenten Muiden en Naarden.
Van januari 2016 tot januari 2017 was zij waarnemend burgemeester van de nieuw gevormde gemeente Gooise Meren. Zij werd opgevolgd door Han ter Heegde.
In december 2017 volgde haar benoeming tot waarnemend burgemeester van de gemeente Enkhuizen per 10 januari 2018. In oktober 2018 werd Eduard van Zuijlen voorgedragen als burgemeester van Enkhuizen. Per 3 juni 2019 is zij benoemd tot waarnemend burgemeester van de gemeente Wijk bij Duurstede. Op 19 november 2019 werd Iris Meerts voorgedragen als burgemeester van Wijk bij Duurstede. Zij begon op 16 december 2019.
Op 11 maart 2022 werd Van Vliet benoemd tot waarnemend dijkgraaf van Waterschap Amstel, Gooi en Vecht wegens de benoeming van Gerhard van den Top tot burgemeester van Hilversum. Op 1 november van dat jaar begon Joyce Sylvester als dijkgraaf van Amstel, Gooi en Vecht. Met ingang van 1 februari 2023 werd zij benoemd tot waarnemend burgemeester van Bunschoten wegens gezondheidsklachten van burgemeester Melis van de Groep. Op 18 april dat jaar werd bekend dat Van de Groep weer aan de slag gaat als burgemeester van Bunschoten.
Van Vliet-Kuiper heeft diverse nevenfuncties gehad. Zo was zij voorzitter van Jantje Beton en lid van verscheidene andere besturen, waaronder vanaf 2013 (en vanaf 2017 tijdelijk) lid van de Raad voor het Openbaar Bestuur. Op 13 februari 2020 nam zij afscheid van de Raad voor het Openbaar Bestuur. Voor de provincie Overijssel is zij onafhankelijk voorzitter van het bestuurlijk overleg Samen werkt beter. Van Vliet-Kuiper is voorzitter van de Raad van Commissarissen van Omnia Wonen.